# Франка Онгаро
Франка Онгаро (італ. Franca Ongaro, 15 вересня 1928, Венеція — 13 січня 2005, там же) — італійська психіатриня. Одна з лідерок руху «Демократична психіатрія» поряд зі своїм чоловіком Франком Базальєю:119.

## Біографія
Народилася 15 вересня 1928 року у Венеції, співпрацювала з низкою видань, які писали про італійський та світовий психіатричний досвід, і за незмінної участі свого чоловіка виконувала редагування низки книг з цих тем, зокрема «Загибелі класу» та «Заворушення».
Ранні інтереси після закінчення школи у рідному місті пов'язані переважно з літературою. З 1959 до 1963 рік опублікувала перекази «Одіссеї» (з ілюстраціями Хуго Пратта) та роману Луїзи Мей Олкотт «Маленькі жінки» під назвою «Листи маленьких», а також кілька власних оповідань для дітей.
Її життя як жінки та як письменниці змінилося після знайомства з Франком Базальєю, яке закінчилося шлюбом у 1953 році, розпочавши у другій половині 60-х років XX століття «психіатричну революцію» з психіатричної лікарні Гориції.
З групою лікарів-психіатрів і представників інтелігенції, які згуртувалися навколо неї та її чоловіка, займалася написанням, редагуванням і перекладом текстів, які згодом стали документальним матеріалом про перші етапи роботи, завдяки якій у Гориції почалося руйнування основ лікарняного інституту та через кілька років було прийнято Закон 180, що поклав край добі психіатричних лікарень в Італії. Брала участь у революційному досвіді введенню режиму відкритих дверей у психіатричних лікарнях і залишила про нього свої спогади:

У будь-якому разі, і я бачила, яке значення і який результат для дійсно страждальних людей несуть участь у проєкті, спільна надія на життя, укладена у спільних діях, де на тебе навалюється безліч практичних, інтелектуальних й емоційних труднощів, у яких змішуються серйозність і радість, і твої проблеми вирішуються і розчиняються у проблемах інших людей, з якими ти їх ділиш. При цьому здоров'я та хвороба можуть поєднуватися з гідною людини якістю життя, соціальними зв'язками, відносинами, прийняттям себе й інших, участю у громадському проєкті, який здатний швидше об'єднати нас, ніж розділити та залишити в ізоляції.
Оригінальний текст (італ.)
Pure ho visto anche cosa vuol dire e cosa produce per persone veramente sofferenti, essere parte di un progetto, di una speranza comune di vita, coinvolti in un’azione comune dove ti senti preso in un intreccio pratico, intellettuale, affettivo, in cui serietà ed allegria si mescolano e i problemi tuoi si sciolgono e fanno parte anche dei problemi di altri con cui li condividi. E allora anche salute e malattia possono mescolarsi con una qualità della vita che sia umana, con legami, rapporti, riconoscimento di sé e dell’altro, complicità nel progetto comune che potrebbe unirci anziché dividere ed isolare.

Після раптової смерті чоловіка у 1980 році займалася збереженням його спадщини, продовжуючи боротьбу за гуманізацію психіатричної допомоги перш за все на політичному рівні. З 1984 до 1991 рік протягом двох термінів була членом Сенату Італії дев'ятого скликання від Незалежних лівих і, як автор законопроєкту про реалізацію Закону 180, на базі якого у 1989 році був створений основний текст першого «Цільового проєкту психічної допомоги», відігравала провідну роль у парламентських і культурних дебатах щодо застосування принципів, встановлених у результаті психіатричної реформи. Знялася у посвяченому її чоловікові фільмі «Діячі науки: Франко Базалья», де сказала кілька важливих слів про значення реформи психіатрії в Італії:

Йшлося не про зміну теорії, про зміну погляду на концепцію хвороби. Йшлося про конкретну зміну життєвих можливостей, можливостей налагодити взаємини між хворими й оточенням, можливостей брати участь у проєкті, життєвих можливостей. Тому питання було не в тому, щоб давати різні визначення психічному захворюванню, знаходити різні практичні методи. Питання полягало у тому, щоб спробувати здійснити зміни шляхом формування іншої концепції здоров'я, іншої концепції хвороби, іншої концепції взаємин, прийняття, можливого співіснування у конкретних сферах повсякденного життя, які ближче до дому, ніж до лікарні. Психічно хворий не потребує лікарняного ліжка: це було великим прозрінням.
Оригінальний текст (італ.)
Non si è trattato di un cambio di teoria, di un cambio di interpretazione sul concetto di malattia. Si è trattato di un cambiamento concreto delle possibilità di vita, delle possibilità di rapporto, delle possibilità di progetto, delle opportunità di vita. Quindi non si è trattato di definire diversamente la malattia mentale, di trovare degli strumenti tecnici diversi. Si è trattato di cercare di modificare attraverso la costruzione di un altro concetto di salute, di un altro concetto di malattia, di un altro concetto di rapporto, di accettazione, di convivenza possibile in strutture concrete di vita quotidiana che sono più vicine alla casa che all'ospedale. Un malato di mente non ha bisogno di un letto di ospedale: questa è stata la grande intuizione.

Брала участь у підготовці різноманітних регіональних постанов, які насамперед стосувалися культури прийому психіатричних пацієнтів у різних районах країни.
Франко Онгаро Базалья написала також низку доповідей з жіночого питання, зібраних у 1981 році у книзі «Голос».
Поряд із численними національними та міжнародними нагородами отримала премію Іва Пелісера від Міжнародної академії права та психічного здоров'я у липні 2000 року та Почесний ступінь у галузі політичних наук в Університеті Сассарі у квітні 2001 року.
Померла Франка Онгаро Базалья після тривалої хвороби 13 січня 2005 у віці 77 років у Венеції.

## Праці
Її твори, власні чи написані у співавторстві з чоловіком, стосуються філософських і соціальних проблем сучасної медицини та медичних установ, біоетики, умов життя жінки та практики перетворення інститутів.
Праці, написані у співавторстві з Франком Базальєю

- Che cos'è la psichiatria, Einaudi, Torino (1967);
- L'istituzione negata, Einaudi, Torino (1968);
- Morire di classe, Einaudi, Torino (1969);
- La maggioranza deviante, Einaudi, Torino (1971);
- Crimini di pace, Einaudi, Torino (1975).

Найбільш важливі переклади

- Goffman, Erving, Asylums, Einaudi, Torino (1969);
- Goffman, Erving, Il comportamento in pubblico, Einaudi, Torino (1971);
- Bermann, Gregorio, La salute mentale в Cina, Einaudi, Torino (1972).

Власні роботи, опубліковані у збірниках й окремими книгами

- Le parole della medicina, Einaudi, Torino (1979);
- Salute/malattia, Einaudi, Torino (1982);
- Manicomio perché?, Emme Edizioni, Milano (1982);
- Una voce: riflessioni sulla donna, Il Saggiatore, Milano (1982);
- Vita e carriera di Mario Tommasini burocrate scomodo narrate da lui medesimo, Editori Riuniti, Roma (1987);
- Eutanasia, в «Democrazia e Diritto», nn. 4-5 (1988);
- Eutanasia. Libertà di scelta e limiti del consenso, in Dameno, Roberta e Verga, Massimiliano (a cura di), Finzioni e utopie. Diritto e diritti nella società contemporanea, Guerrini, Milano (2001).

Крім того, виконала редакторську роботу під час підготовки до публікації у видавництві «Einaudi» «Праць» Франка Базальї у двох томах (1981–1982), а також біографічної книги «Франко Базалья: Утопія, втілена в реальність» (2005).